# Adustión
La adustión es la cauterización o acción del fuego  fue considerada como remedio quirúrgico. La adustión está reputada como eficaz contra las mordeduras venenosas.[cita requerida]

## Derecho canónino
Los cánones de la Iglesia católica prohibieron durante muchos siglos a los sacerdotes dedicarse al ejercicio de la medicina y especialmente a la cirugía, por considerar ciertas prácticas, sobre todo la adustión, como indignas del sacerdocio. Varios concilios trataron de esto y en especial el celebrado en Tours en 1162, que prohibía terminantemente a los clérigos practicar toda operación cruenta cualquiera que ella fuese.